# Arvid Havnås
Arvid Havnås (ur. 6 października 1917, zm. 15 grudnia 2008) – norweski piłkarz występujący na pozycji napastnika. 

## Kariera
Przez całą karierę Havnås występował w zespole Sandefjord BK. W sezonie 1948/1949 z 12 bramkami na koncie został królem strzelców pierwszej ligi norweskiej.